# Sticklinge udde
Sticklinge udde är en av SCB avgränsad och namnsatt tätort i Lidingö kommun som omfattar bebyggelse på nordvästra delen av ön Lidingö. Tätorten utgör huvuddelen av bebyggelsen i stadsdelen och delområdet Sticklinge.

## Historia
Sticklinge var ursprungligen en del av Sticklinge gård, där mangårdsbyggnaden låg ungefär vid nuvarande Patron Haralds väg nr 4, strax söder om Lidingö golfklubb. Ett sportstugeområde etablerades under 1930-talet i Norra Sticklinge. Området kom att omvandlas till permanentboende med idag ca 600 villafastigheter genom ändring i stadsplanen år 1978. Många sommarstugetomter delades för att finansiera nybyggnation. Under 1980-talets slut beslutades att ett skogsområde söder om sportstugeområdet skulle upplåtas för byggnation av flerfamiljsbostäder, drygt 300 lägenheter, samt radhus. Området heter idag Sticklingehöjden. 

### Befolkningsutveckling
| Befolkningsutvecklingen i Sticklinge udde 1960–2020                                      | Befolkningsutvecklingen i Sticklinge udde 1960–2020 | Befolkningsutvecklingen i Sticklinge udde 1960–2020 | Befolkningsutvecklingen i Sticklinge udde 1960–2020 | Befolkningsutvecklingen i Sticklinge udde 1960–2020 |
| ---------------------------------------------------------------------------------------- | --------------------------------------------------- | --------------------------------------------------- | --------------------------------------------------- | --------------------------------------------------- |
|                                                                                          |                                                     |                                                     |                                                     |                                                     |
| År                                                                                       |                                                     |                                                     | Folkmängd                                           | Areal (ha)                                          |
| 1960                                                                                     | 1960                                                |                                                     | 227                                                 |                                                     |
| 1965                                                                                     | 1965                                                |                                                     | 273                                                 |                                                     |
| 1970                                                                                     | 1970                                                |                                                     | 260                                                 |                                                     |
| 1975                                                                                     | 1975                                                |                                                     | 373                                                 |                                                     |
| 1980                                                                                     | 1980                                                |                                                     | 466                                                 |                                                     |
| 1990                                                                                     | 1990                                                |                                                     | 1 690                                               | 102                                                 |
| 1995                                                                                     | 1995                                                |                                                     | 2 428                                               | 119                                                 |
| 2000                                                                                     | 2000                                                |                                                     | 2 881                                               | 124                                                 |
| 2005                                                                                     | 2005                                                |                                                     | 2 937                                               | 124                                                 |
| 2010                                                                                     | 2010                                                |                                                     | 2 943                                               | 122                                                 |
| 2015                                                                                     | 2015                                                |                                                     | 3 037                                               | 127                                                 |
| 2016                                                                                     | 2016                                                |                                                     | 3 086                                               | 127##                                               |
| 2020                                                                                     | 2020                                                |                                                     | 3 064                                               | 132                                                 |
| ## Arean 31 december 2016, 2017 och 2018 fortsatt samma som avgränsades som tätort 2015. |                                                     |                                                     |                                                     |                                                     |